# Everybody’s Golf (Computerspiel, 2011)
Everybody’s Golf  (jap. Originaltitel: みんなのGOLF 6 (Minna no Gorufu 6), in Nordamerika Hot Shots Golf: World Invitational) ist ein Sportspiel des japanischen Entwicklerstudios Clap Hanz aus dem Jahr 2011. Es ist der insgesamt elfte Titel der gleichnamigen Spielereihe und der sechste Titel in der Hauptreihe. Das Spiel war ein Launchtitel zum Verkaufsstart der tragbare Spielkonsole PlayStation Vita, 2012 folgte eine Portierung für die PlayStation 3.

## Beschreibung
Der Vita-Ableger des Spiels folgt dem serienüblichen Schema. Der Spieler beginnt als Amateur-Golfer, dem zu Anfangs nur wenig Golfplätze und Spielfiguren offen stehen. Durch Siege in Wettbewerben erhält der Spieler Punkte und Sterne, mit denen er neue Golfausrüstung, neue Spielfiguren und neue Golfplätze freischalten kann. Abschläge werden im genre-üblichen Drei-Klick-Schema durchgeführt: mit dem ersten Klick wird ein sich füllende Kreislinie gestartet, mit dem zweiten Klick die Schlagkraft festgelegt und mit dem dritten Klick die Schlaggenauigkeit. Zwei optisch hervorgehobene Abschnitte auf der Kreisbahn markieren dabei den Optimalbereich für den zweiten und dritten Klick. Die Touch-Funktionen der Konsole werden lediglich für optionale Funktionen genutzt. Berührungen bestimmter Figuren oder Objekte über das Touchdisplay lösen kleine Animationen aus, mit dem rückwärtigen Touchpad kann man Informationen über das Terrain einsehen und mit Hilfe der Bewegungssensoren kann man die Kamera durch die Umgebung schwenken lassen. Im Mehrspieler besteht die Möglichkeit in einem lokalen Ad-hoc-Modus gegeneinander anzutreten. Online gab es die Möglichkeit, sich in täglich wechselnden World-Invitational-Turnieren auf einem Kurs mit anderen Spielern zu messen.
Eine PlayStation-3-Portierung für den japanischen Markt erschien im November 2012. Für den westlichen Markt wurde sie im Juli 2013 angekündigt und veröffentlicht. Für diese Fassung wurden die Bewegungssteuerung mittels Move-Controller und ein lokaler 4-Spieler-Modus hinzugefügt. Weiterhin unterstützte das Spiel seither Crossplay zwischen den beiden Plattformen und den gemeinsamen Zugriff auf bereits erworbene Downloadinhalte (sog. Cross-Buy). Auch die Spielinhalte wurden erweitert: einige Downloadinhalte der Vita-Fassung wurden standardmäßig beigefügt, die Charakteranzahl auf 15 erhöht, ein neuer Kurs und eine neue Schussmethode hinzugefügt sowie zwei neue Spielmodi eingefügt. Hinzu kamen außerdem einige Anpassungen am Schwierigkeitsgrad und die Unterstützung für Full-HD-Auflösung.

## Rezeption
Das Spiel erhielt mehrheitlich positive Kritiken.

„Auch wenn sich Everybody's Golf also nicht unbedingt neu anfühlt, bietet dieses Spiel ein so umfassendes Paket unkomplizierten und doch motivierenden Golf-Spaßes, dass es nicht schwer fällt, eine uneingeschränkte Kaufempfehlung auszusprechen. Das Spiel ist vielleicht weniger das absolute Vita-Showcase, was vor allem daran liegt, dass es sich lieber auf lange entdeckte Stärken konzentriert anstatt händeringend neue zu suchen.“

„Gewohnt gut spielbares und hübsch anzusehendes Golf, das aber in Sachen Umfang und Ideenreichtum mehr leisten könnte.“

Beim Verkaufsstart der Vita in Japan war Everybody’s Golf der erfolgreichste Launchtitel, mit 61.412 verkauften Einheiten und Platz 7 der Gesamtverkaufscharts noch ein Platz vor Uncharted: Golden Abyss (48.224 verkaufte Einheiten).